# Colin Viljoen
Colin Viljoen (Johannesburg, 20 giugno 1948) è un ex calciatore inglese, di ruolo centrocampista.

## Biografia
Dopo il ritiro è stato prima proprietario di un pub e successivamente allenatore in una scuola calcio in Sudafrica.

## Carriera

### Club
Inizia la carriera vestendo per due stagioni la maglia dei Rangers Johannesburg, per poi trasferirsi all'Ipswich Town nel 1966; nella stagione 1966-1967 realizza 6 reti in 10 presenze nella seconda divisione inglese, che l'anno successivo vince, segnandovi 7 reti in 39 presenze.
Continua a giocare da titolare anche nella stagione 1968-1969, nella quale esordisce nella prima divisione inglese, mettendovi a segno 4 reti in 38 presenze; dopo aver segnato 6 gol in 34 presenze nella First Division 1969-1970, nella First Division 1970-1971 raggiunge la doppia cifra di gol segnati, con 10 reti in 32 incontri di campionato disputati. Nella stagione 1971-1972 segna 2 reti in 32 presenze, mentre l'anno seguente contribuisce al raggiungimento del quarto posto in classifica (ed alla conseguente qualificazione alla successiva edizione della Coppa UEFA) della sua squadra con 5 segnature in 40 presenze; in questa stagione vince inoltre una Texaco Cup. Nella stagione 1973-1974 esordisce nelle coppe europee, giocando 2 partite in Coppa UEFA, competizione nella quale l'Ipswich Town elimina nell'ordine Real Madrid, Lazio e Twente, salvo poi essere eliminato nei quarti di finale dalla Lokomotive Lipsia ai calci di rigore; gioca inoltre 24 partite in campionato, che si conclude col secondo quarto posto consecutivo della sua squadra. L'anno seguente partecipa nuovamente alla Coppa UEFA, nella quale la sua squadra incontra nuovamente il Twente, che la elimina per la regola dei gol in trasferta ai trentaduesimi di finale; in campionato invece arriva un terzo posto in classifica, con Viljoen che torna ad essere titolare fisso e segna 4 reti in 37 presenze. Nella stagione 1975-1976 segna invece un gol in 9 partite in campionato e partecipa ancora alla Coppa UEFA, competizione in cui l'Ipswich Town supera il Feyenoord per poi essere eliminata dai belgi del Club Bruges con un complessivo 4-3 nei sedicesimi di finale. Nella stagione 1976-1977 non gioca invece mai in campionato (terminato di nuovo al terzo posto in classifica). Nella stagione 1977-1978 gioca 10 partite di campionato per poi passare a stagione in corso al Manchester City in cambio di 100000 sterline, lasciando quindi l'Ipswich Town dopo 12 stagioni con complessive 305 presenze e 45 reti in partite di campionato. Termina la stagione 1977-1978 al City, con cui gioca 16 partite di campionato senza mai segnare e 6 partite in Coppa UEFA, coppa nella quale i Citizens eliminano il Twente (prima dell'acquisto di Viljoen), i belgi dello Standard Liegi e gli italiani del Milan, per poi essere eliminati con un complessivo 4-2 dal Borussia M'gladbach nei quarti di finale; Viljoen gioca in tutte e 6 le partite disputate dal City dopo il suo acquisto (le doppie sfide con Standard Liegi, Milan e Borussia Mönchengladbach). L'anno seguente nell'agosto del 1979 segna il suo unico gol in partite ufficiali con la squadra di Manchester (con cui ha giocato in totale 35 partite), in una partita di Coppa di Lega contro lo Sheffield Weds, giocando poi altre 11 partite in campionato, venendo però ceduto al Chelsea per 60000 sterline il 13 marzo 1980. Con i londinesi termina l'annata giocando altre 4 partite nella seconda divisione inglese, categoria in cui milita anche nella stagione 1980-1981 e nella stagione 1981-1982, nelle quali gioca rispettivamente 7 e 9 partite, prima di chiudere la carriera nei dilettanti del Southall, con i quali gioca per una stagione.

### Nazionale
Nel maggio del 1975 ha giocato 2 partite nella nazionale inglese, la prima in uno 0-0 a Belfast contro l'Irlanda del Nord e la seconda in un 2-2 a Wembley contro il Galles.

## Palmarès

### Club

#### Competizioni nazionali
- Second Division: 1

Ipswich Town: 1967-1968
- Texaco Cup: 1

Ipswich Town: 1972-1973